# Theria ibicaria
Theria ibicaria är en fjärilsart som beskrevs av Herrich-Schäffer 1851. Theria ibicaria ingår i släktet Theria och familjen mätare. Inga underarter finns listade i Catalogue of Life.